# Thrakergrab von Kasanlak

Das Thrakergrab von Kasanlak (bulgarisch Тракийска гробница в Казанлък oder Казанлъшка гробница) ist ein mit einem Ziegelgewölbe versehenes „Bienenkorb“-Grab in der Nähe der Stadt Kasanlak in Zentral-Bulgarien. Es befindet sich nahe der antiken thrakischen Hauptstadt Seuthopolis. Das Thrakergrab von Kasanlak geht auf das 4. Jahrhundert v. Chr. zurück und ist das am besten erhaltene Kunstwerk aus der Zeit der Thraker in Bulgarien.

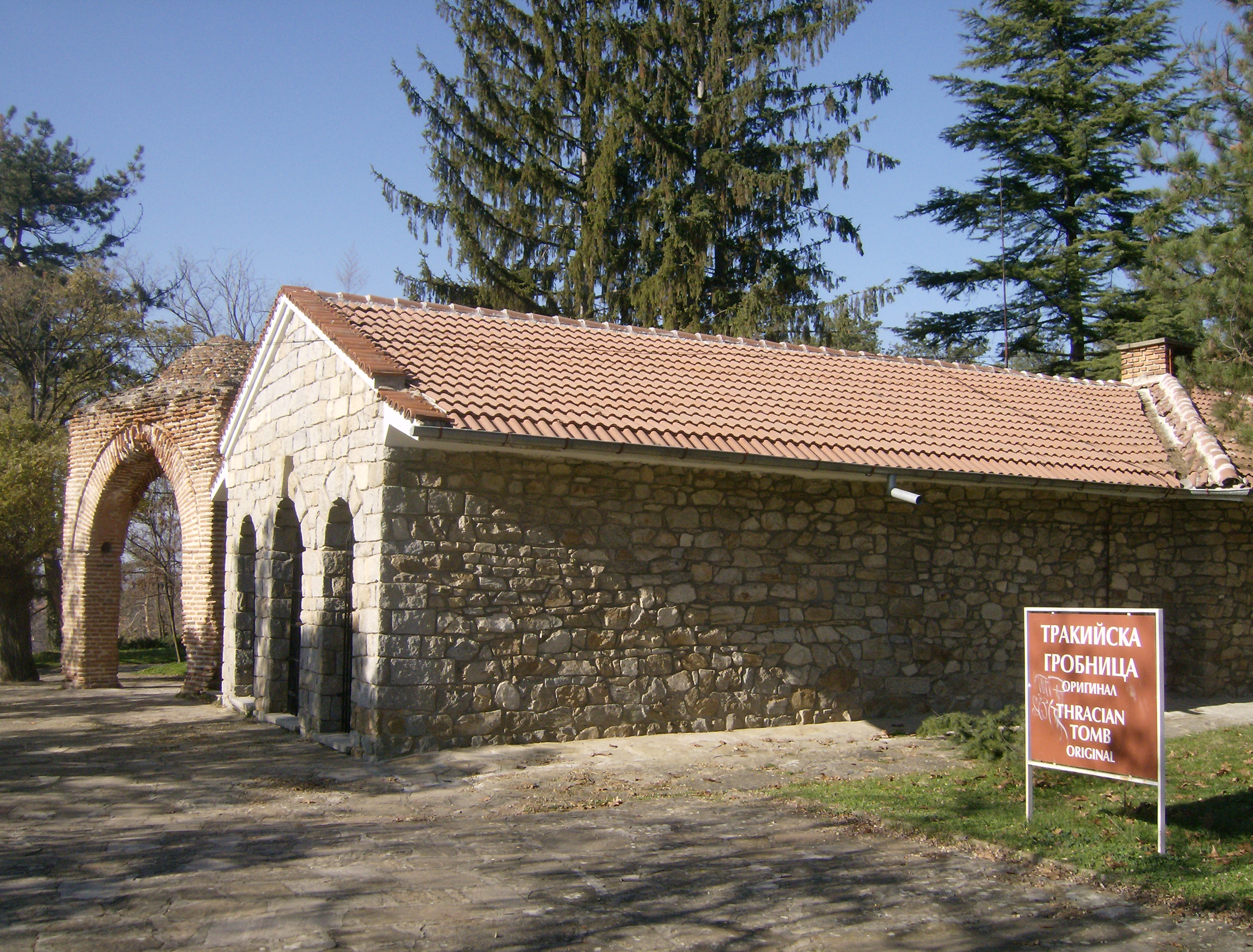
Das originale Thrakergrab

1979 wurde es in die UNESCO-Welterbe-Liste aufgenommen.

## Entdeckung
Das Grab wurde durch Zufall am 19. April 1944 von Soldaten, die einen Schützengraben gruben, gefunden.

## Beschreibung
Das Thrakergrab ist nach Süden ausgerichtet. Es ist Teil einer großen thrakischen Nekropole. Sowohl die Grabkammer als auch der Vorraum sind mit Wandgemälden verziert, die unter anderem ein thrakisches Paar auf einem Beerdigungsfest darstellen. Die Grabkammer ist 3,45 m hoch und 2,65 m breit. Der Vorraum ist dagegen mit einer Höhe von 2,25 m kleiner.
Das Original darf nicht betreten werden, weshalb für Touristen und Besucher eine Kopie errichtet wurde.